# Gare de Born
La gare de Born était une gare ferroviaire luxembourgeoise de la ligne d'Ettelbruck à Grevenmacher, située dans la localité de Born, aujourd'hui sur le territoire de la commune de Rosport-Mompach et anciennement celle de Mompach, dans le canton d'Echternach.
C'était une gare voyageurs de la Société nationale des chemins de fer luxembourgeois (CFL), avant sa fermeture en 1963.

## Situation ferroviaire
Établie à 144 mètres d'altitude, la gare de Born était située au point kilométrique (PK) 42 de la ligne d'Ettelbruck à Grevenmacher, entre les gares aujourd'hui fermées de Hinkel et de Moersdorf.

## Histoire
La gare de Born est mise en service par la Compagnie des chemins de fer Prince-Henri, lors de l'ouverture à l'exploitation de la section d'Echternach à Wasserbillig de la ligne d'Ettelbruck à Grevenmacher le 20 mai 1874.
La gare est fermée le 24 mars 1963, en même temps que le trafic voyageurs sur la section Echternach-Grevenmacher de la ligne d'Ettelbruck à Grevenmacher.

## Service des voyageurs
Gare fermée depuis le 24 mars 1963. L'ancien bâtiment voyageurs existe toujours.